# Lespinassière
Lespinassière [lɛspinasjɛʁ] (okzitanisch Lespinassièra) ist eine französische Gemeinde mit 136 Einwohnern (Stand 1. Januar 2022) im Département Aude in der Region Okzitanien. Sie gehört zum Arrondissement Carcassonne und zum Kanton  Le Haut-Minervois.

## Nachbargemeinden
Nachbargemeinden von Lespinassière sind Albine im Nordosten, Citou im Südosten, Cabrespine im Südwesten und Castans im Nordwesten.

## Bevölkerungsentwicklung
| Jahr      | 1962 | 1968 | 1975 | 1982 | 1990 | 1999 | 2013 |
| Einwohner | 160  | 139  | 90   | 119  | 105  | 90   | 127  |

## Sehenswürdigkeiten
- Kirche Notre-Dame-de-la-Nativité (1935), einzige Art-déco-Kirche in Südfrankreich